# FIDO

FIDO En operación en RAF Graveley, mayo 1945

El sistema FIDO (siglas de Fog Investigation and Dispersal Operation, o tambiénː "Fog Intense Dispersal Operation"), en castellano "Operación de Dispersión de Niebla Intensa" fue un sistema utilizado para dispersar la "niebla" y la "niebla sopa de guisantes" (esmog densa) de un aeródromo de manera que una aeronave pudiera aterrizar sin incidentes. El dispositivo fue desarrollado por Arthur Hartley para las  estaciones de bombarderos de la RAF británica, permitiendo el aterrizaje de las aeronaves que regresaban de las incursiones sobre Alemania, en condiciones de poca visibilidad, mediante quemadores que generaban unas paredes de llamas verticales, a ambos lados de la pista de aterrizaje.
El sistema FIDO fue desarrollado en el departamento de ingeniería química de la Universidad de Birmingham, Reino Unido, durante la Segunda Guerra Mundial. La invención del FIDO se atribuye formalmente al Dr. John David Main-Smith, un ex-residente de Birmingham & Principal Oficial Científico  del departamento de Química del "Royal Aircraft Establishment" en Farnborough, Hants, y como cortesía la patente  (595,907) fue compartida con el jefe del departamento Dr. Ramsbottom como era costumbre en esas fechas.
" Es difícil para el moderno (2008) residente de Reino Unido entender cómo eran las nieblas de la Segunda Guerra mundial. No se podiía ver la mano al final de un brazo estirado. El Clean Air Act mejoró mucho las nieblas en el Reino Unido", comenta B Main-Smith.

## El sistema
El dispositivo estaba compuesto de dos tuberías situadas a lo largo de ambos lados de la pista, a través de las cuales se bombeaba combustible (normalmente gasolina del depósito de combustible del propio aeródromo) Había unos quemadores colocados a intervalos a lo largo de las tuberías, a ambos lados de la pista de aterrizaje. Los vapores de los quemadores una vez encendidos generaban unas paredes de llamas verticales. El FIDO la instalación normalmente almacenaba su combustible en cuatro tanques circulares situados al lado del aeródromo rodeados de un muro de ladrillo como contención en caso de un escape. Los tanques estaban recubiertos de ladrillo como protección contra bombas o tiros de cañón. Cuándo la niebla impedía aterrizar a las aeronaves Aliadas de localizar que no podían ver las pistas de aterrizaje aterrizar, eran desviados a los aeródromos equipados con el sistema  FIDO.

## Campos de la RAF equipados con FIDO
Sistemas FIDO utilizados en Estaciones de la RAF en Inglaterra durante la Segunda Guerra Mundialː
- RAF Blackbushe/ Hartford Bridge
- RAF Bradwell Bay
- RAF Carnaby –Aterrizaje de Emergencia
- RAF Downham Market, Norfolk
- RAF Fiskerton
- RAF Foulsham
- RAF Graveley
- RAF Ludford Magna
- RAF Manston – Aterrizaje de Emergencia
- RAF Melbourne
- RAF Metheringham
- RAF St Eval
- RAF Sturgate
- RAF Tuddenham
- RAF Woodbridge – Aterrizaje de Emergencia
- Épinoy

## Uso del FIDO
El último aeródromo equipado con FIDO en el que el sistema se mantuvo fue el de RAF Manston, estaba disponible para emergencias y se utilizó hasta1952, en que debido a los altos costes implicados, el Ministerio del Aire prohibió su uso
Una instalación de FIDO fue diseñada y construida a lo largo de la pista1 del Aeropuerto de Londres - Heathrow pero las tuberías nunca terminaron de instalarse.
El sistema FIDO también se instaló en algunos aeródromos norteamericanos, entre ellos los de Arcata, California, Eareckson Air Station y Naval Whidbey Island en la Segunda Guerra Mundial, y el Aeródromo del Ejército en Amchitka, en las islas Aleutianas